# Argentière

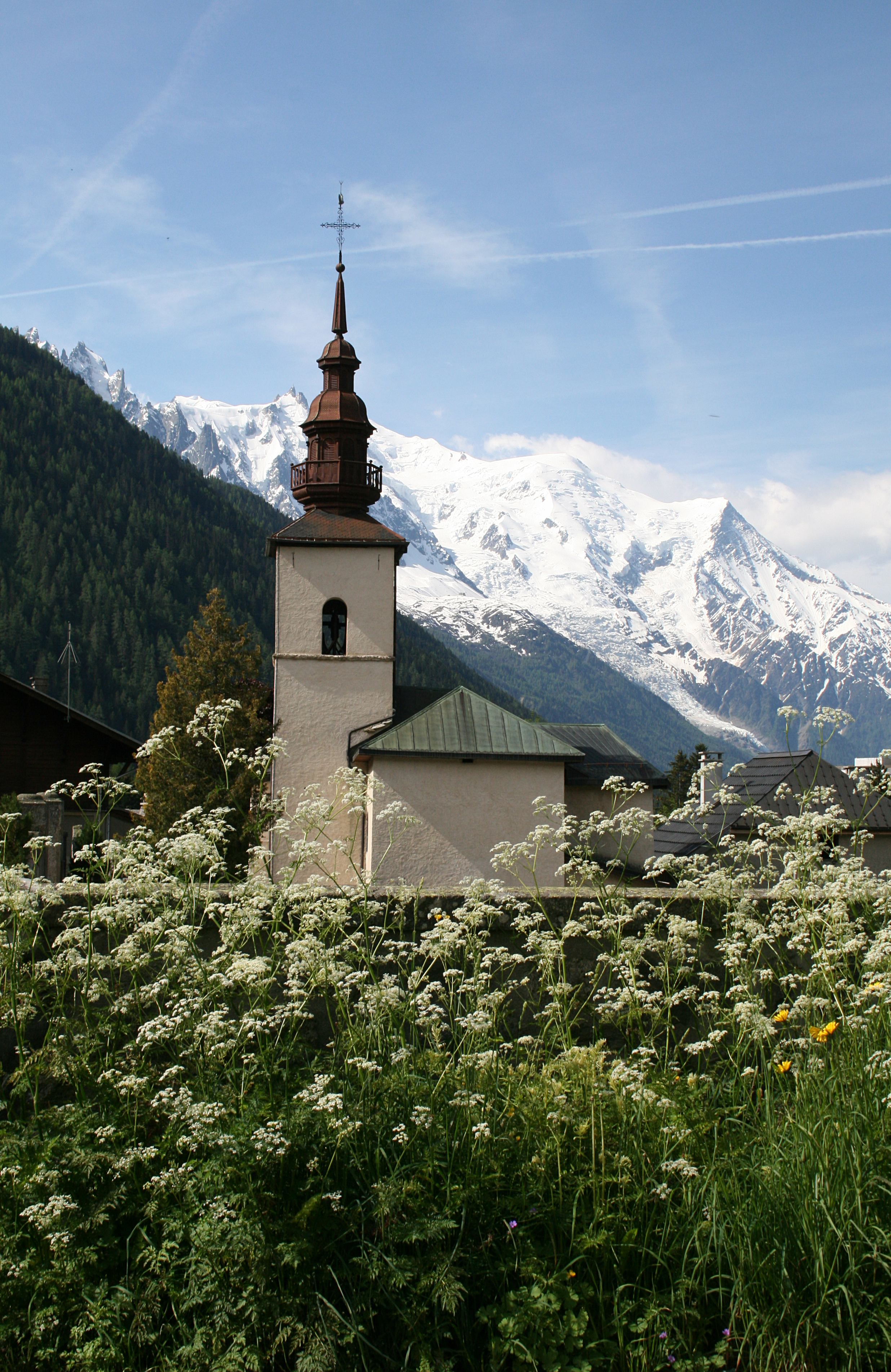
O bairro da igreja e Mont Blanc.

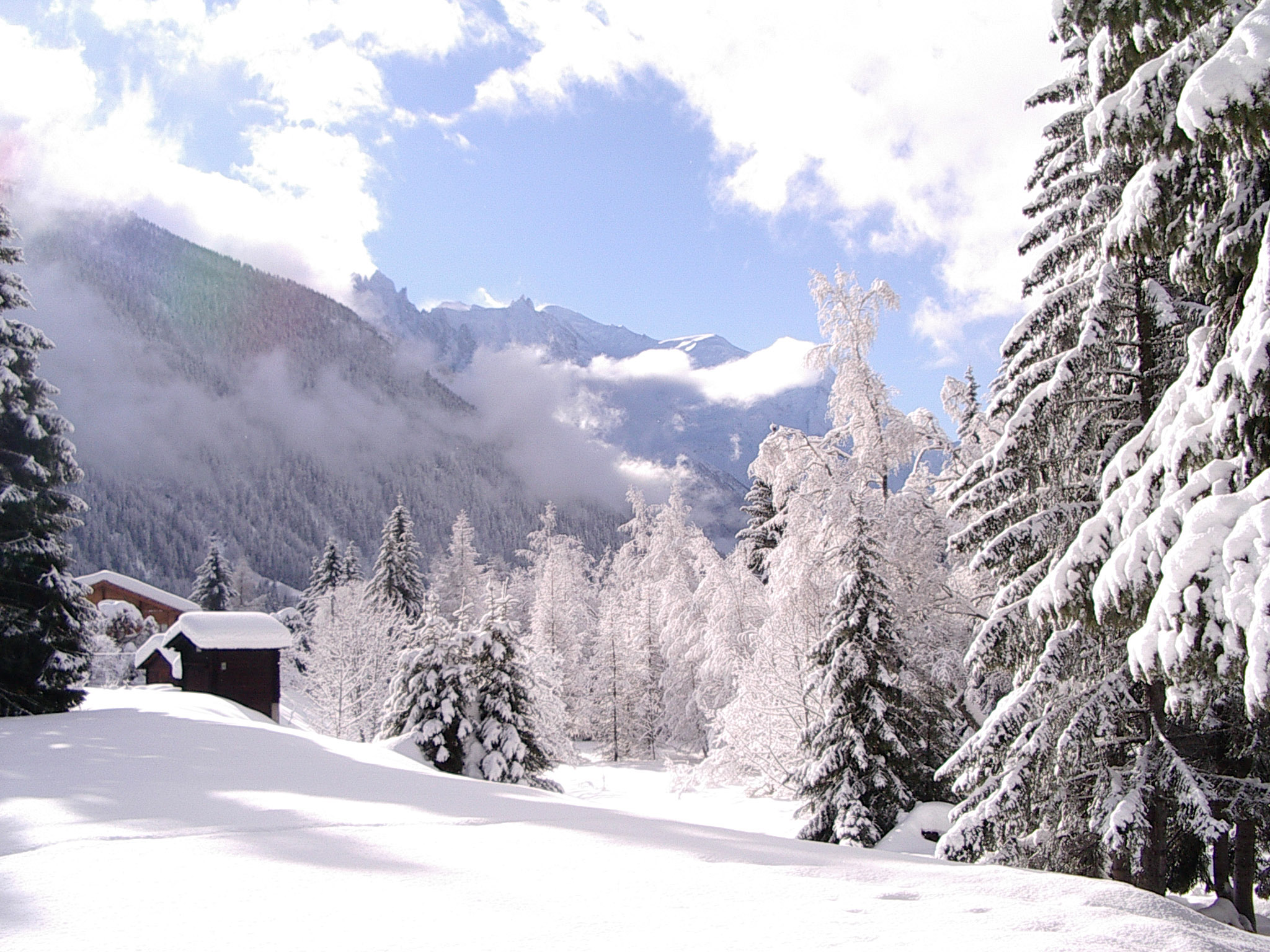
Argentière no Inverno

Argentière é uma localidade situada no departamento da Alta Saboia, da região Auvérnia-Ródano-Alpes, na França. Situada a 1200 m de altitude, Argentière faz parte da comuna francesa de Chamonix-Mont-Blanc, que fica a 8 km de distância.
Uma reconhecida estação de esqui pela qualidade do domínio Agulha dos Grandes Montets, de Verão a estação preparou-se para oferecer grande número de percursos pedestres como o Tour du Mont Blanc - que faz quase 170 km - ao passar por Alta Saboia, Vale de Aosta, na Itália, e pelo Cantão de Valais, na Suíça.
Argentière está ligada à Suíça pelo Passo dos Montets, e é dominada pelo Glaciar de Argentière.